# Coherent Interleaving Sampling
Pour les articles homonymes, voir CIS.
La technique Coherent Interleaving Sampling, (CIS) est développée et brevetée par la société LeCroy afin d'augmenter la fréquence d'échantillonnage des numériseurs à temps équivalent. Cette technique repose sur un asservissement de la fréquence d'échantillonnage du numériseur par rapport au signal à acquérir ou à une horloge synchrone du signal.